# Limnomys bryophilus
Limnomys bryophilus és una espècie de mamífer rosegador de la família dels múrids. És endèmica de l'illa de Mindanao (Filipines), on viu a altituds d'entre 2.500 i 2.800 msnm. El seu hàbitat natural són els boscos primaris montans. És una espècie en risc mínim, és a dir, no sembla que hi hagi cap amenaça significativa per a la seva supervivència. El seu nom específic, bryophilus, significa ‘briòfila’ en llatí.